# Eugenia Price
Eugenia Price, född 22 juni 1916, död 28 maj 1996, var en amerikansk författare. 
Hon föddes och växte upp i West Virginia USA. I vuxen ålder flyttade hon till Georgia där hon skapade sitt hem. Hennes bästsäljande historiska romaner inkluderar den prisvinnande St Simons Island trilogin: Beloved Invader, New Moon Rising och Lighthouse. Savannah, To See Your Face Again och Before the Darkness Falls tillhör en annan serie.